# Frankland Range
Die Frankland Range ist ein Gebirgszug im Südwesten des australischen Bundesstaates Tasmanien, ein Teil der Great Dividing Range. Sie erstreckt sich entlang des Westufers des Lake Pedder in Nordwest-Südost-Richtung im nördlichen Teil des Southwest-Nationalparks.
Das Gebirge kann entweder auf dem Wasserweg über den Lake Pedder oder auf dem Landweg von Strathgordon oder vom Scotts Peak Dam aus erreicht werden. Wegen seiner schlechten Zugänglichkeit ist es als Wandergebiet deutlich weniger beliebt als andere Gebiete im Südwesten der Insel. An Wanderer werden wegen der Größe der Frankland Range, seiner Geländeformen und seiner entlegenen Lage gehobene Anforderungen gestellt.
Der Davey River und einige seiner Nebenflüsse, wie der Albert River, der Frankland River und der Lora River, entspringen in der Frankland Range.

## Wichtige Berge
- Redtop Peak – 935 m
- The Cupola – 970 m
- The Lion – 988 m
- The Citadel – 929 m
- Murpheys Bluff – 881 m
- Cleft Peak – 946 m
- Greycap – 898 m
- Frankland Peak – 1.083 m
- Mount Lloyd Jones – 982 m
- Right Angle Peak – 954 m
- Secheron Peak – 1.068 m
- Terminal Peak – 785 m